# Hervormde kerk (Rijswijk)
De Hervormde Kerk is een kerkgebouw in Rijswijk in de gemeente Altena in de Nederlandse provincie Noord-Brabant. De kerk staat aan de Maasdijk 27 aan de rand van het dorp waar men vanaf de dijk uitkijkt over de Afgedamde Maas.
Op ongeveer 350 meter naar het zuidoosten staat aan de Maasdijk de voormalige gereformeerde kerk, en op ongeveer 250 meter naar het zuidwesten de hedendaagse gereformeerde kerk.

## Geschiedenis
In 1369 werd de eerdere kerk van Rijswijk voor het eerst vermeld. Bij opgravingen heeft men fundamenten van een tufstenen zaalkerkje gevonden die dateren van rond 1100.
In het midden van de 13e eeuw werd de oude kerk erg beschadigd door overstromingen van de Maas. In 1809 raakte deze kerk onherstelbaar beschadigd door de watersnood van 1809, waarna de gehele kerk werd afgebroken. Op de fundering van tufsteen bouwde men toen een nieuwe kerk, de huidige.
In 1999-2000 werd deze kerk verbouwd.

## Opbouw
Het bakstenen kerkgebouw is een eenvoudig zaalkerkje dat aan de westzijde uitgebreid is met nieuwbouw. De gevel van het oude gebouw is een ingezwenkte lijstgevel met een fronton. Daarboven heeft ze een vierkante dakruiter.